# ヒトリセカイ×ヒトリズム
「ヒトリセカイ×ヒトリズム」は、日本のバンド10-FEETの16枚目のシングルである。2017年2月1日発売。発売元はユニバーサルミュージック。

## 概要
前作から約6ヶ月半ぶりとなるシングル。

## 収録曲
全曲 作詞・作曲：TAKUMA、編曲：10-FEET
1. ヒトリセカイ
  - テレビ東京ドラマ24『バイプレイヤーズ 〜もしも6人の名脇役がシェアハウスで暮らしたら〜』オープニングテーマ。
  - 2度目のテレビ出演となった2023年3月10日放送の「ミュージックステーション2時間スペシャル」で「第ゼロ感」とともに披露された。
2. 火とリズム
3. [ final day ]